# 錯點鴛鴦 (電影)
《錯點鴛鴦》，是1985年上映的香港愛情喜劇片，由陸劍明執導，爾冬陞和王小鳳主演。劇情講述一個陌生男人與陌生的懷孕女學生結為夫妻的故事。王小鳳憑本片獲得第5屆香港電影金像獎最佳女主角，編劇陸劍明和鄧榮銾亦收獲最佳編劇獎。

## 劇情
於小公司任職推銷員的余小寶（爾冬陞 飾）一直在艱難的戀愛關係中掙扎，他雖然跟女友珍納（左燕翎 飾）以結婚為目標交往多年，但珍納性格刁蠻高傲，使得小寶相當痛苦，身邊的好友都勸他分手。另一邊廂，富家女金金（王小鳳 飾）亦剛剛跟大學男友趙大豪（潘震偉 飾）分手。同病相憐的兩人很快墜入愛河，發展速度比想像的要快，在衝動下閃電註冊結婚。新娘和新郎開展甜蜜的婚後生活，兩人都非常高興。可惜此時金金發現懷上了前男友的骨肉。

## 演員
- 爾冬陞 飾 余小寶
- 王小鳳 飾 金金
- 左燕翎 飾 珍納
- 潘震偉 飾 趙大豪
- 曹查理 飾 大豪兄
- 黃曼 飾 姑姑
- 陳家奇 飾 同事
- 駱應鈞 飾 經理
- 鄭孟霞 飾 醫生
- 楚原 飾 律師（客串）
- 廖麗玲 飾 同事（客串）
- 鄭丹瑞 飾 阿旦（客串）
- 金彪
- 余慕蓮

## 電影歌曲

### 主題曲
| 歌名         | 作曲   | 填詞   | 演唱者 |
| 〈絲絲記憶〉 | 姚凱祿 | 盧永強 | 張學友 |

### 插曲
| 歌名         | 作曲   | 填詞   | 演唱者 |
| 〈夢的剪影〉 | 盧東尼 | 向雪懷 | 盧業瑂 |

## 獎項
| 年份 | 頒獎典禮            | 獎項       | 獲提名         | 結果 |
| ---- | ------------------- | ---------- | -------------- | ---- |
| 1986 | 第5屆香港電影金像獎 | 最佳編劇   | 陸劍明、鄧榮銾 | 獲獎 |
| 1986 | 第5屆香港電影金像獎 | 最佳女主角 | 王小鳳         | 獲獎 |
| 1986 | 第5屆香港電影金像獎 | 評選團大獎 | 不適用         | 提名 |
| 1986 | 第5屆香港電影金像獎 | 十大華語片 | 獲獎           |      |

## 外部連結
- 香港影庫上《錯點鴛鴦》的資料（繁體中文）
- 開眼電影網上《錯點鴛鴦》的資料（繁體中文）
- 豆瓣电影上《錯點鴛鴦》的資料 （简体中文）
- 时光网上《錯點鴛鴦》的資料（简体中文）
- AllMovie上《錯點鴛鴦》的资料（英文）
- 互联网电影数据库（IMDb）上《錯點鴛鴦》的资料（英文）